# 橿原市議会
橿原市議会（かしはらしぎかい）は、奈良県橿原市に設置されている地方議会である。

## 概要
- 定数：23人
- 任期：2021年2月11日 - 2025年2月10日[1]
- 選挙区：市全体を1選挙区とする大選挙区制（単記非移譲式）
- 議長：奥田英人（自由民主党 くちなし）
- 副議長：井ノ上剛（自由民主党 如月）

## 会派
| 会派名                       | 議席数 | 議員名（◎は代表者）                                      |
| ---------------------------- | ------ | -------------------------------------------------------- |
| 公明党                       | 4      | ◎大北計輔、西岡次郎、森下みや子、森前美和                |
| 自由民主党 如月              | 2      | ◎井ノ上剛、吉川浩央                                      |
| 自由民主党 葵                | 2      | ◎竹田修也、谷井宰                                        |
| 一心                         | 2      | ◎今井梨加、大保由香子                                    |
| 政研かしはら                 | 2      | ◎松尾高英、上田邦芳                                      |
| 好きやねん橿原・日本維新の会 | 3      | ◎高橋圭一、槇尾幸雄、森本えみ                            |
| 自由民主党 くちなし          | 2      | ◎細川佳秀、奥田英人                                      |
| 無会派                       | 6      | 竹森衛、矢追もと、佐藤太郎、樫本利明、臼井卓也、神田眞美 |
| 計                           | 23     |                                                          |

（2024年3月22日現在）

## 沿革
2019年
- 10月27日 - 橿原市議会議員補欠選挙（定数2）が執行。新人の谷井宰と元職の高橋圭一が当選した。
- 11月29日 - 橿原市民オンブズマンが市議会に、樫本利明と佐藤太郎の議員辞職の要望書を提出。要望書は、樫本と佐藤が一部の市職員に対し、暴言、恫喝、暴行を働いたと指摘した[4][5]。
- 12月6日 - 市議会は樫本と佐藤に対する問責決議案を賛成多数で可決[6]。

2020年
- 9月2日 - 市議会は樫本と佐藤に対する辞職勧告決議案を可決[7][8]。

2021年
- 2月7日 - 橿原市議会議員選挙が執行。日本共産党は3議席から1議席に減り、会派をくむをことができなくなった[9]。
- 2月23日 - 大保由香子が2012年に自身が代表を務める後援会を設立して以降の8年間、政治資金収支報告書を奈良県選挙管理委員会に一度も提出していなかったことが、毎日新聞などの報道により明らかとなった[10]。
- 8月30日 - 2031年の国民スポーツ大会の開催地に内々定していた奈良県が、「奈良県立橿原公苑と橿原市営橿原運動公園を交換し、会場整備をする」という提案書を市に提出した。奈良県は国民スポーツ大会のメイン会場として橿原市を推していた[11][12]。
- 9月15日 - 市議会の議長室に議長の原山大亮、副議長の大北計輔、特別委員会委員長の井ノ上剛、亀田忠彦市長らが集った。上記の県の審議をするための特別委員会の「事前説明」がこの日の会合の目的であった。県の提案に賛同し、市議会での可決を希望していた亀田は市の意向等を説明。ところが原山は亀田に対し罵声を浴びせ続け、足で机を蹴った。特別委員会の副委員長が止めに入るも、原山は「ええ加減にせぇよお前。こらあ都合のええことしやがって、われ」と亀田に言った。会合の音声は録音され、のちに講談社に持ち込まれた[12]。
- 11月22日 - 「令和3年市スポーツ施設の活用及び整備等に関する特別委員会」が開催。奈良県立橿原公苑と橿原市営橿原運動公園の全部交換案について、井ノ上委員長が委員23人に対し意思確認をしたところ、賛成は11人であった。井ノ上が「以上をもちまして、本日の日程は終了しました」と言うと、議場から「反対は」と呼ぶ声が上がった。このとき原山は「最初に23と言うたやん、おるのが。そのうちの11が賛成や」と発言した（議事録本文ママ）[11]。

2022年
- 3月1日 - 細川佳秀が議長に、臼井卓也が副議長に就任[13]。
- 4月27日 - 講談社のウェブサイト「現代ビジネス」が上記の音声の文字起こしを報じた。現代ビジネスは亀田と原山の両方を取材。亀田は「音声のようなやり取りがあったのは事実」「これまでも、市職員からも原山氏の恫喝、叱責は聞いていた。市職員を守るためにも、刑事告発などの手続きを検討している」と回答。一方、原山は「私はそんな言い方はしていない。なぜそんなことを亀田市長が言っているのか、わからない」と述べ、音声の内容について否定した[12]。また、YouTube上に原山や亀田らの声とみられる音声が公開された[14][15]。
- 同日 - 原山は細川議長に辞職願を提出し、許可された[16][17]。原山が日本維新の会奈良県総支部の幹事長を務めていたことから、同党副代表を務める大阪府の吉村洋文知事は記者会見を開き「腹が立つことも多くあるが、冷静に対応しなければいけない。事案の背景が全くわからないので、なんとも言えないが、僕自身はそう思う」と述べた[18]。
- 4月28日 - 会派「政研かしはら」に所属していた大保由香子は脱会。消滅した会派「日本維新の会」の福田倫也と組み、二人で新会派「日本維新の会・一心」を結成した[19]。
- 12月21日 - 福田倫也が奈良県議会議員選挙に出馬するため橿原市議会議員を辞職した[20][21][22]。